# 薩圖馬雷縣
薩圖馬雷縣是羅馬尼亞西北部的一個縣。西臨匈牙利，北臨烏克蘭。面積4,418平方公里，人口367,281（2002年）。首府薩圖馬雷。
下設2市、2镇、57鄉。